# قیاس‌آباد علیا
قیاس‌آباد علیا، روستایی از توابع بخش مرکزی شهرستان مشهد در استان خراسان رضوی ایران است.

## جغرافیا
این روستا در شمال شرقی ایران و در آسیای مرکزی و خاورمیانه، در استان خراسان رضوی در شهرستان مشهد قرار دارد. رودخانه کشف رود از این روستا می‌گذرد.

## جمعیت
این روستا در دهستان کنویست قرار دارد و براساس سرشماری مرکز آمار ایران در سال ۱۴۰۲، جمعیت آن ۲۲۶ نفر (۷۰خانوار) بوده‌است.